# Polygala wurdackiana
Polygala wurdackiana là một loài thực vật có hoa trong họ Polygalaceae. Loài này được W.H. Lewis miêu tả khoa học đầu tiên năm 1969.